# گمینا ستوبنو
گمینا ستوبنو لهستانی:  Gmina Stubno) یک گمینا در لهستان است که در شهرستان پژمشل واقع شده‌است. گمینا ستوبنو ۸۹٫۱۲ کیلومتر مربع مساحت و ۴٬۰۲۰ نفر جمعیت دارد.